# Striscia la notizia

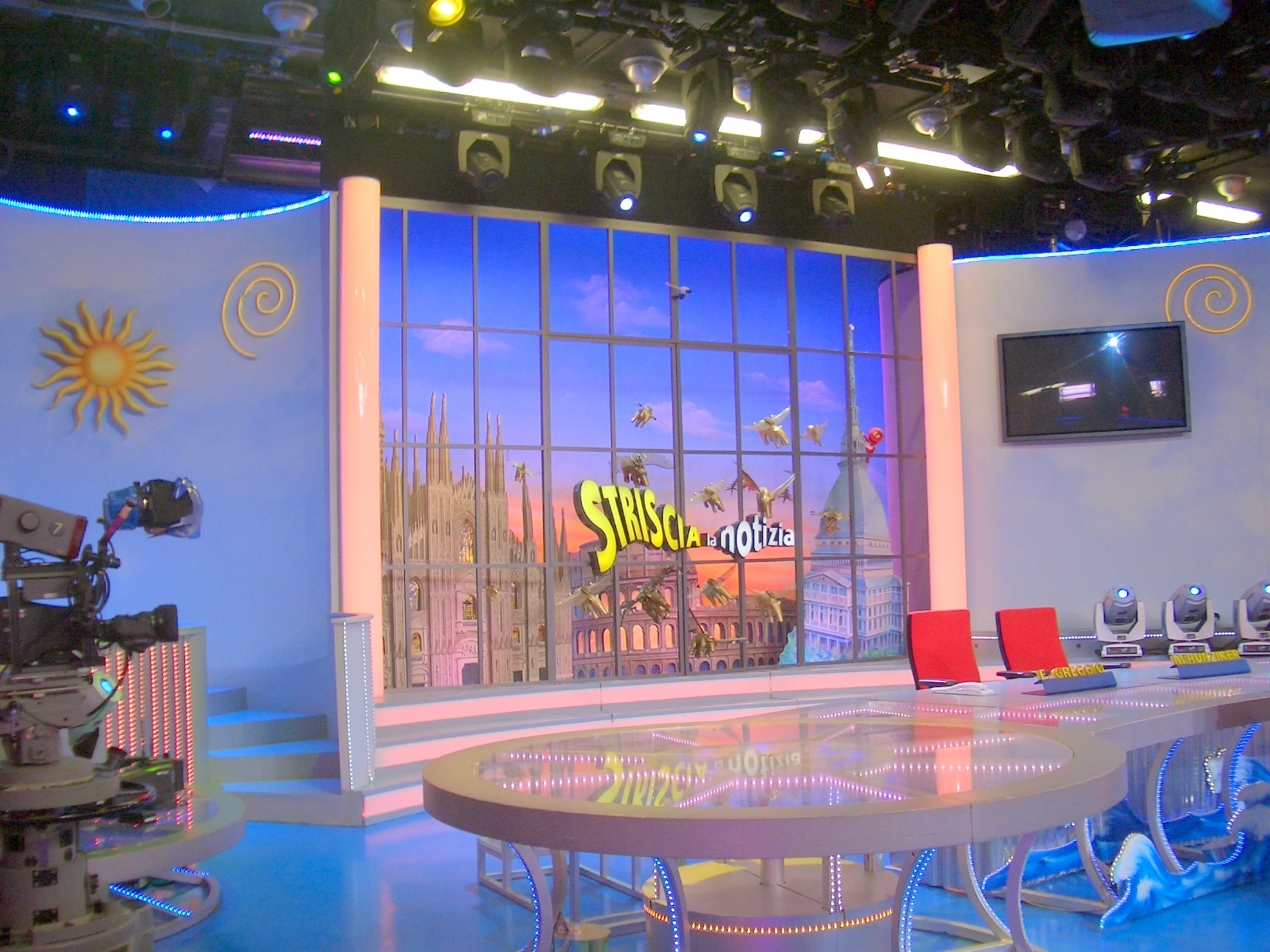
Studio de Striscia la notizia.

Logo de Striscia La Notizia.

Striscia la notizia est une émission satirique italienne créée par Antonio Ricci.
La première diffusion a eu lieu le 7 novembre 1988 sur Italia 1. L'émission est actuellement diffusée sur Canale 5 et est animée par Michelle Hunziker accompagnée d'Ezio Greggio depuis 2004. 
Le terme striscia se réfère à une bande dessinée ou au verbe strisciare qui signifie "ramper" ou "se glisser", faisant ainsi allégoriquement référence à un ver ou un serpent qui glisse et perce des trous souterrains creusant et exposant des "tricheurs".

## Personnages

### Gabbibo
Le Gabibbo est la mascotte rouge de l'émission télévisée, qui a un fort accent de Gênes. Il est bruyant et, vantard . Il est également l'un des reporters de l'émission et il chante et danse la chanson thème à la fin de chaque épisode.

### Les velines
Au sein de Striscia, les velines sont deux jeunes femmes qui exécutent de courtes danses appelées stacchetti se finissant toujours sur le bureau des présentateurs. À l'origine, elles entraient sur scène pour remettre les nouvelles aux présentateurs.
Depuis 2012, le terme velina est entré dans les dictionnaires italiens. 
Elles peuvent faire l'objet de critiques et sont souvent citées comme des "icônes de la télé berlusconienne misogyne".
Umberto Eco fournit une explication complète dans un de ses essais : étymologiquement, les veline étaient les feuilles de papier vélin (velino) sur lesquelles étaient imprimées les dépêches que le ministère de la Culture populaire de l'époque fasciste envoyait aux rédactions pour dicter les informations à diffuser.
Elisabetta Canalis est un exemple connu, en effet, elle a été véline dans l'émission de 1999 à 2002.

## Le Tapir d'Or
Le Tapir d'Or une petite statue dorée en forme de tapir, est un prix spécial généralement remis aux célébrités ou aux politiciens humiliés ou vaincus. Bien que de nombreuses personnalités le prennent devant les caméras dans l'espoir d'attirer l'attention sur elles-mêmes, d'autres s'enfuient et Valerio Staffelli, un envoyé spécial de l'émission, doit courir après eux jusqu'à ce qu'ils le prennent enfin. Certains réagissent même de manière agressive. 